# Hilko Wiardo Schomerus

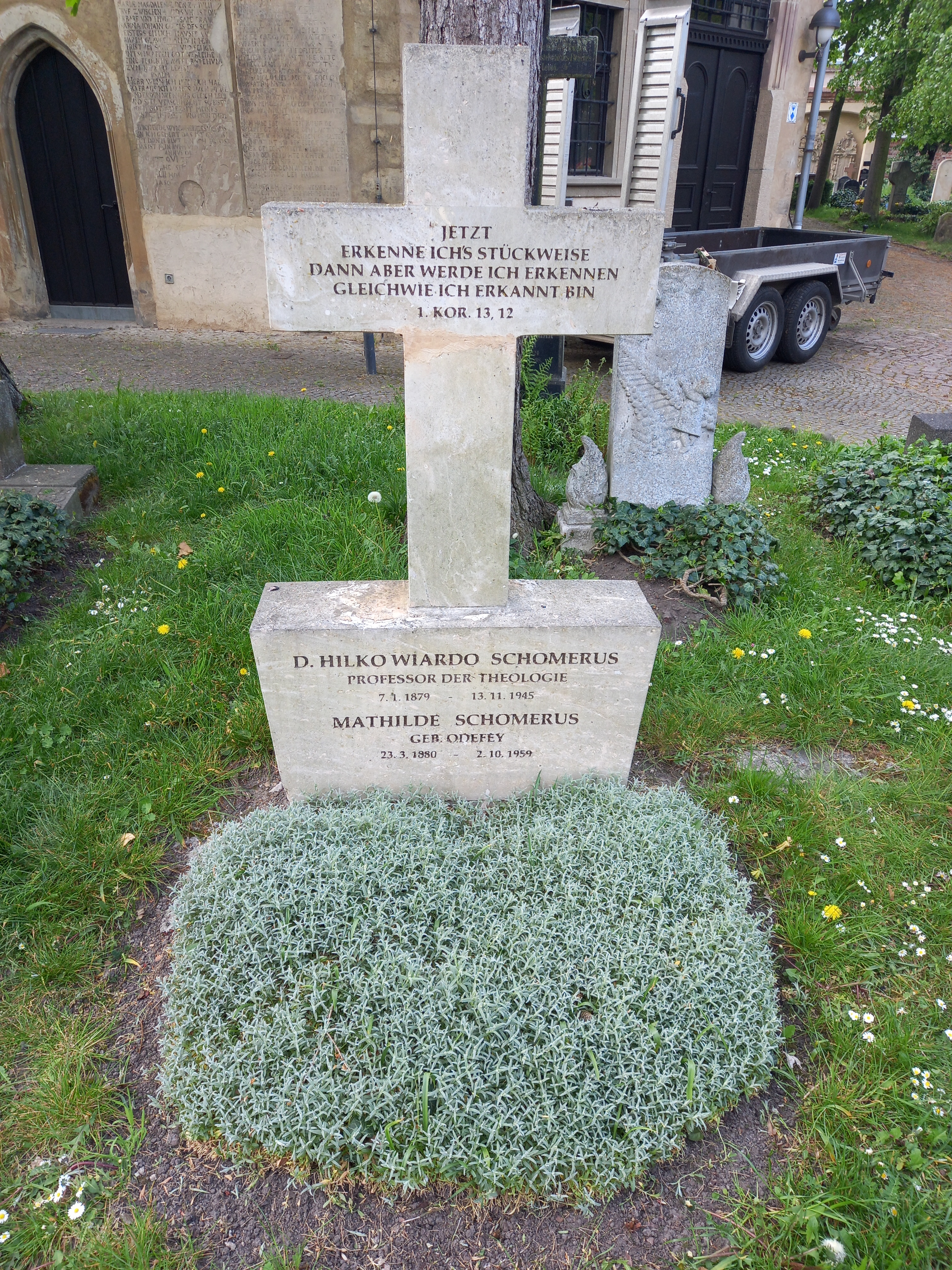
Das Grab von Hilko Wiardo Schomerus und seiner Ehefrau Mathilde geborene Odefey auf dem Laurentiusfriedhof in Halle

Hilko Wiardo Schomerus (* 7. Januar 1879 in Marienhafe/Ostfriesland; † 13. November 1945 in Halle (Saale)) war ein deutscher evangelisch-lutherischer Theologe, Missionar und Professor für Missionswissenschaft und Religionsgeschichte an der Universität Halle.

## Herkunft
Seine Eltern waren der Marienhafener Arzt Cornelius Poppäus Schomerus (1835–1920) und dessen Ehefrau Friederike Ries. Zu seinen Brüdern zählen der Bevollmächtigte der Carl-Zeiss-Stiftung Friedrich Schomerus, der lutherische Theologe und Generalsuperintendent Wilhelm Schomerus und der Missionsdirektor der Hermannsburger Mission Christoph Bernhard Schomerus (1871–1944).

## Leben und Werk
Nach dem Studium am Seminar der Evangelisch-lutherischen Mission in Leipzig war Hilko Schomerus von 1902 bis 1912 im Dienst der Leipziger Mission in Südindien tätig. Noch als Missionar verfasste er die Arbeit Der Saiva Siddhanta. Eine Mystik Indiens, die 1912 erschien und in der Fachwelt positiv aufgenommen wurde, u. a. von Rudolf Otto und Nathan Söderblom. Studien der Indologie an den Universitäten Leipzig und Kiel schlossen sich an und so wurde er 1913 dort zum Lizentiat der Orientalistik, Indologie und Religionsgeschichte promoviert. Zu seinen Lehrern und Förderern gehörten der Indologe Paul Deussen, der Systematische Theologe Erich Schaeder und wiederum Söderblom, dessen Assistent er in Leipzig wurde.
Von 1914 bis 1920 wirkte er als Pfarrer in Rendsburg. 1920 wurde er an der Universität Kiel habilitiert. 1923 erhielt er durch Schaeders Einfluss ein Ehrendoktorat der Evangelisch-Theologischen Fakultät der Universität Breslau. 1925 zum außerordentlichen Professor an der Universität Kiel ernannt, wurde er 1926 als Nachfolger von Gottlob Haußleiter zum Professor für Missionswissenschaft und Religionsgeschichte an die Theologische Fakultät der Universität Halle berufen, wo er bis zu seinem Tod wirkte. In den Jahren 1929/30 finanzierte ihm das preußische Kultusministerium eine Studienreise, die ihn über Indien, Sri Lanka, Indonesien in den Fernen Osten führte. Zeitweise war er Dekan der Theologischen Fakultät. Nach dem Zweiten Weltkrieg bemühte er sich gemeinsam mit seinem Theologenkollegen Otto Eißfeldt um die Wiedereröffnung der Universität, die er jedoch nicht mehr erleben sollte.
Schomerus war ein anerkannter Kenner südindischer Sprachen und übersetzte eine Reihe religionswissenschaftlicher Quellen aus dem Tamil. Er suchte christlich-europäisch geprägten Theologen und angehenden Missionaren die religiöse Welt Indiens zu erschließen. Theologisch beschäftigten ihn Fragen des Religionsvergleichs, wobei er sich gegen eine oberflächliche Auswertung von angeblichen oder tatsächlichen Parallelen wandte, die die Eigenständigkeit des Christentums und den christlichen – aber aus einer Innenperspektive bei jeder Religion mehr oder weniger vorhandenen – Absolutheitsanspruch angriff. Dieses Thema war in den 1920er- und 30er-Jahren nicht nur von innerkirchlicher und missionstheologischer Bedeutung, sondern auch von politischer Relevanz, da völkische Gruppen, etwa um Mathilde Ludendorff, die Originalität des Christentums unter Verweis auf indische Quellen bestritten. Schomerus sah sich daher veranlasst, mehrfach gegen diesbezügliche als pseudowissenschaftlich geltende Argumente Stellung zu beziehen. Sein integres Verhalten während des sog. Dritten Reiches ist allgemein anerkannt.
Auch wenn er Religionswissenschaft aus theologischem Interesse betrieb, war Schomerus um die methodisch saubere, objektive Darstellung fremder Religionen bemüht.
Schomerus starb am 13. November 1945, im Alter von 66 Jahren, in Halle. Er wurde auf dem Laurentiusfriedhof bestattet.

## Familie
Er heiratete 1905 in Chidambaram (Tamil Nadu) Anna Marie Mathilde Odefey (1880–1959) aus Ülverbüll. Das Paar hatte einen Sohn, den Theologen und Historiker Johann Gerhard Schomerus, sowie drei Töchter: Annemarie Elisabeth (* 1907), Irmgard Renata Mathilde (* 1910), Elisabeth Magdalene (* 1911).

## Schriften

### Eigene Schriften
- Saiva-Siddhanta, eine Mystik Indiens. Nach den tamulischen Quellen bearbeitet und dargestellt. Leipzig 1912.
- Indische Erlösungslehren. Ihre Bedeutung für das Verständnis des Christentums und für die Missionspredigt. Leipzig 1919.
- Die indische theologische Spekulation und die christliche Trinitätslehre. Berlin 1919.
- Die Anthroposophie Steiners und Indien. Leipzig / Erlangen 1922.
- Indien und das Abendland. Wernigerode 1925.
- Indien und das Christentum. 3 Bände. Halle 1931–1933:
  - 1. Indische Frömmigkeit;
  - 2. Das Ringen des Christentums um das indische Volk;
  - 3. Das Eindringen Indiens in das Herrschaftsgebiet des Christentums.
- Parallelen zum Christentum als religionsgeschichtliches und theologisches Problem. Gütersloh 1932.
- Ist die Bibel von Indien abhängig? München 1932.
- Missionswissenschaft (= Theologische Lehrbücher. Band 2). Leipzig 1935.
- Meister Eckehart und Manikka-Vasagar. Mystik auf deutschem und indischem Boden. Gütersloh 1936.
- Religionsgeschichte und Äußere Mission. Leipzig 1938.
- Indische und christliche Enderwartung und Erlösungshoffnung. Gütersloh 1941.

### Übersetzungen
- Die Hymnen des Māṇikka-Vāsaga (Tiruvāsaga). Aus dem Tamil übersetzt von H. W. Schomerus. Eugen Diederichs, Jena 1923.
- Šivaitische Heiligenlegenden: Periyapurāna und Tiruvātavūrar-Purāṇa. Aus dem Tamil übersetzt von H. W. Schomerus. Eugen Diederichs, Jena 1925.
- Aruṇantis Śivajñānasiddhiyār: Die Erlangung des Wissens um Śiva oder um die Erlösung. Unter Beifügung einer Einleitung und Meykaṇṭadevas Śivajñānabodha aus dem Tamil übersetzt und kommentiert von Hilko Wiardo Schomerus. Hrsg. von Hermann Berger. 2 Bände. Steiner, Wiesbaden 1981.